# В когтях советской власти
«В когтях советской власти» — советский немой чёрно-белый фильм 1926 года режиссёра Пантелеймона Сазонова.

## Сюжет
Крупный фабрикант Вольфер жил день за днём наслаждаясь всеми прелестями буржуазного комфорта: по утрам — ванна, массаж, по вечерам — ужин с выбранными по фотокаталогу шансонеткамии и балеринами. Его положение не изменилось и при Керенском после Февральской революции. Но проснувшись после очередной попойки, Вольфер с ужасом обнаружил, что произошла Октябрьская революция. Большевики национализировали его фабрики, реквизировали особняк, изъяли драгоценности, и ему пришлось идти на общественные работы убирать улицы. Вольфер бежит в Крым где ещё власть белогвардейцев, а потом эвакуируется за границу — в Париж, где с трудом находит себе место — выступать в роли «рыжего» зазывалы в цирковом балагане.

## В ролях
- Константин Гарин — Вольфер, фабрикант
- Леонид Чембарский — Красецкий, приятель Вольфера
- Белла Белецкая — Рита
- Александр Никитин — лакей Вольфера
- Александр Сашин — лакей Вольфера
- Александр Чуверов — управляющий
- Антон Клименко — дворник
- Добродеев — швейцар
- Оксана Подлесная — горничная
- Бачинская — кухарка
- Василий Людвинский — Васька, мальчик
- А. Оленич-Алексеева — мать Васьки
- Николай Кучинский — отец Васьки
- Мясковская — сестра Васьки
- Н. Соколова — купчиха
- Матвей Ляров — полковник, белогвардеец
- Осип Мерлатти — хозяин карусели
- Т. Кочкина — старая баба
- А. Лярова — дама в раю
- Т. Ружицкий — Пётр в раю
- Б. Гончаров — толстый турок
- Василий Василенко — офицер
- Дмитрий Капка — певец
- Владимир Уральский — извозчик